# إيسيف سوماهورو
إيسيف سوماهورو (بالفرنسية: Issife Soumahoro)‏ مواليد 31 أكتوبر 1988 في باريس، هو لاعب كرة سلة فرنسي. بدأ مسيرته الاحترافية في سنة 2005. يحمل الرقم 6. لعب مع ستراسبورغ أي جي في الدوري الفرنسي لكرة السلة الدرجة الأولى. يبلغ طوله 6 قدم 5 بوصة (2.0 م).

## روابط خارجية
- إيسيف سوماهورو على موقع الاتحاد الدولي لكرة السلة (الإنجليزية)
- إيسيف سوماهورو على موقع كرة السلة الأوروبية.كوم (الإنجليزية)
- إيسيف سوماهورو على موقع ريلجم (الإنجليزية)
- إيسيف سوماهورو على موقع بروبوليرز (الإنجليزية)
- إيسيف سوماهورو على موقع سبورتس رفرنس (الإنجليزية)